# Ottorino Respighi

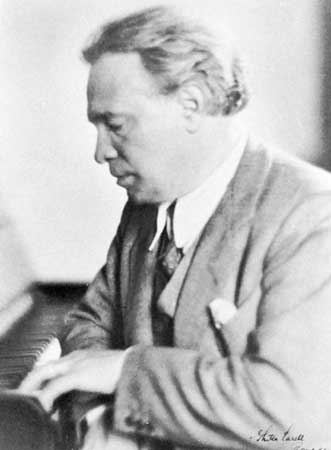
Ottorino Respighi (1935)

Ottorino Respighi (Bologna, 9 juli 1879 - Rome, 18 april 1936) was een Italiaanse componist uit de eerste helft van de twintigste eeuw. Na zijn studies aan het muzieklyceum in Bologna (viool, altviool en compositie) ging hij naar Sint-Petersburg, waar hij enkele jaren speelde in de Keizerlijke Opera. Daar leerde hij tevens Nikolaj Rimski-Korsakov kennen, die hem verder onderrichte in compositie en orkestratie.
Van 1903 tot 1908 speelde hij altviool in het Mugellini-kwintet te Bologna. In 1908 was hij even in Berlijn, waar hij les kreeg van Max Bruch. In 1913 werd hij benoemd tot leraar compositie aan de Accademia Nazionale di Santa Cecilia in Rome, waar hij in 1924 directeur werd. Twee jaar later verliet hij die post echter om zich uitsluitend aan het componeren te kunnen wijden.
Hoewel Respighi negen opera's heeft gecomponeerd, is hij vooral bekend door zijn instrumentale werken, in de eerste plaats het orkestrale drieluik van symfonische gedichten Fontane di Roma, Pini di Roma en Feste Romane (bekend als de Romeinse Trilogie). Zijn stijl was een voortzetting van die van de Franse impressionisten en van Rimski-Korsakov. Daarnaast verdiepte hij zich ook in oude compositietechnieken, en bewerkte hij oude melodieën (bijvoorbeeld in Antiche arie e danze per liuto, drie orkestsuites gebaseerd op oude luitmuziek; Gli uccelli (De vogels), een suite gebaseerd op klavecimbelstukken uit de Barokperiode).
Het Internationaal Muziekmuseum en Bibliotheek in Bologna besteedt aandacht aan zijn werk en leven.

## Werken (selectie)
Opera's
- Re Enzo (1905)
- Semirama (1910)
- Marie Victoire (1913); pas voor het eerst op de planken in 2004
- La bella dormente nel bosco (De schone slaapster) (1916–1921)
- Belfagor (1923)
- La campana sommersa (1927)
- Maria Egiziaca (1932)
- La Fiamma (1934)
- Lucretia

Balletten
- La boutique fantasque (1919)
- Scherzo veneziano (1920)
- Belkis, regina di Saba (1932)

Orkestwerken
- Sinfonia drammatica (1913–1914)
- Fontane di Roma (vierdelig symfonisch gedicht) (1915-1916)
- Concerto gregoriano (1921)
- Adagio con variazioni per violoncello e orchestra (1921)
- Pini di Roma (1923–1924)
- Quartetto Dorico (1924)
- Vetrate di chiesa (1925)
- Trittico botticelliano (1927)
- Impressioni brasiliane (1928)
- Toccata voor piano en orkest (1928)
- Feste Romane (1928)
- Concerto a cinque (1933)